# UTC-5
Часово отместване UTC-5 се използва:

## Като стандартно време през цялата година
- Канада – само остров Саутхамптън
- Бахамски острови
- Кайманови острови
- Хаити
- Ямайка
- Панама
- Колумбия
- Еквадор
- Перу

## Като стандартно време през зимния сезон
- Куба
- Търкс и Кайкос
- Канада
  - Нунавут (източните части), по-голямата част от Онтарио и по-голямата част от Квебек
- САЩ
  - Кънектикът, Делауеър, Джорджия, Мейн, Мериленд, Масачузетс, Ню Хампшър, Ню Джърси, Ню Йорк, Северна Каролина, Охайо, Пенсилвания, Роуд Айлънд, Южна Каролина, Върмонт, Вирджиния, Западна Вирджиния
  - по-голямата част от Флорида, Индиана, Мичиган
  - Източните части от Кентъки и Тенеси

## Като лятно часово време
| Канада                     | САЩ                                                                                         | Мексико                       |
| -------------------------- | ------------------------------------------------------------------------------------------- | ----------------------------- |
| Манитоба                   | Алабама, Арканзас, Илинойс, Айова, Луизиана, Минесота, Мисисипи, Мисури, Уисконсин          | Централните и източните части |
| Нунавут (централната част) | по-голямата част от Канзас, Небраска, Северна Дакота, Оклахома, Южна Дакота, Тенеси, Тексас | Централните и източните части |
| Онтарио (западните части)  | западните части от Флорида, Индиана, Кентъки, Мичиган                                       | Централните и източните части |